# Watts Nunatak
Watts Nunatak är en nunatak i Antarktis. Den ligger i Östantarktis. Australien gör anspråk på området. Toppen på Watts Nunatak är 1 721 meter över havet.
Terrängen runt Watts Nunatak är en högslätt. Trakten är obefolkad. Det finns inga samhällen i närheten.